# Proporcionalidad degresiva
La proporcionalidad degresiva o progresiva es una propiedad de algunos sistemas de asignación (entre partidos, regiones, estados u otras subdivisiones) de escaños en una cámara legislativa u otro órgano de toma de decisiones. Que un sistema use prorcionalidad degresiva significa que las subdivisiones más pequeñas se les asignan más escaños de los que se asignarían estrictamente en proporción a su población, aunque se excluye el caso de que todas las subdivisiones elijan el mismo número. La relación entre escaños y votos disminuye en las subdivisiones más grandes.
Algunos sistemas no proporcionales degresivos son:
- que cada subdivisión elija el mismo número de miembros (como en el Senado de los EEUU),
- que cada subdivisión elija un número de miembros estrictamente proporcional a su población (como en la Cámara de Representantes de los EEUU).

En cambio, la proporcionalidad degresiva es un punto intermedio entre esos dos sistemas. El término como tal no describe ningún sistema en particular, sino que hay sistemas que son proporcionales degresivos y otros que no.
La suma de los dos métodos anteriores (como en el Colegio Electoral de Estados Unidos, donde cada estado tiene tantos electores como senadores y representantes agregados) suele producir una distribución proporcional degresiva, aunque esto depende del redondeo del segundo método.

## Usos

### Alemania
Cada estado alemán tiene entre tres y seis escaños en el Bundesrat de Alemania, dependiendo de su población. Con su sistema, el estado menos poblado, Bremen (de 663 000 habitantes), tiene 3 escaños, mientras que el más poblado, Renania del Norte-Westfalia (de 18 058 000 habitantes), tiene solo 6 escaños.

### Parlamento Europeo
Siguiendo el Tratado de Lisboa, el Parlamento Europeo usa un sistema de proporcionalidad degresiva para asignar sus 704 escaños entre los Estados miembros de la Unión Europea. Aun así, no hay una fórmula específica, sino que se asignaron los escaños cuando se negoció el tratado y se renegocian si hay cambios (como la entrada de Croacia o el Brexit), asegurándose siempre de que se siga la proporcionalidad.

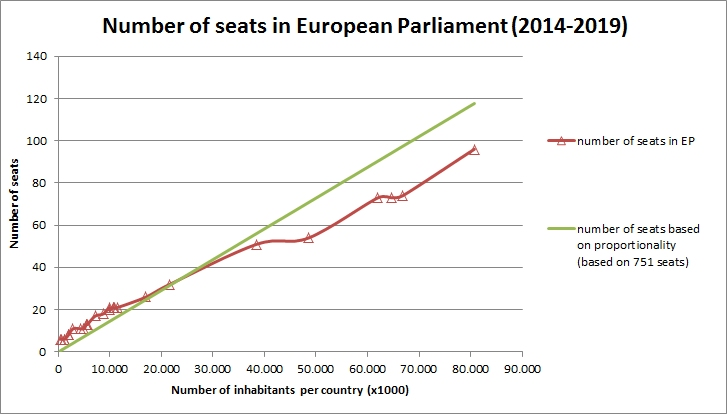
Número de escaños en el Parlamento de 2014-2019 vs número de habitantes, mostrando la diferencia en proporcionalidad.

Así, se puede ver en la siguiente tabla que cuantos más habitantes tiene un país, más habitantes representa un escaño
| País                   | Escaños (Tratado de Niza) 01/02/2003 | Escaños (Tratado de Lisboa) 01/12/2009 | Escaños (Brexit) 01/02/2020 | Población (en millones) (en 2021) | Habitantes por escaño (post Brexit) |
| ---------------------- | ------------------------------------ | -------------------------------------- | --------------------------- | --------------------------------- | ----------------------------------- |
| Unión Europea          | 736                                  | 751                                    | 705                         | 447,2                             | 634 326                             |
| Bélgica                | 22                                   | 22                                     | 21                          | 11,6                              | 552 381                             |
| Bulgaria               | 17                                   | 18                                     | 17                          | 6,9                               | 405 882                             |
| Dinamarca              | 13                                   | 13                                     | 14                          | 5,8                               | 414 286                             |
| Alemania               | 99                                   | 96                                     | 96                          | 83,2                              | 866 667                             |
| Estonia                | 6                                    | 6                                      | 7                           | 1,3                               | 185 714                             |
| Finlandia              | 13                                   | 13                                     | 14                          | 5,5                               | 392 857                             |
| Francia                | 72                                   | 74                                     | 79                          | 67,7                              | 856 962                             |
| Grecia                 | 22                                   | 22                                     | 21                          | 10,7                              | 509 524                             |
| Irlanda                | 12                                   | 12                                     | 13                          | 5                                 | 384 615                             |
| Italia                 | 72                                   | 73                                     | 76                          | 59,2                              | 778 947                             |
| Letonia                | 8                                    | 9                                      | 8                           | 1,9                               | 237 500                             |
| Lituania               | 12                                   | 12                                     | 11                          | 2,8                               | 254 545                             |
| Luxemburgo             | 6                                    | 6                                      | 6                           | 0,6                               | 100 000                             |
| Malta                  | 5                                    | 6                                      | 6                           | 0,5                               | 83 333                              |
| Países Bajos           | 25                                   | 26                                     | 29                          | 17,5                              | 603 448                             |
| Austria                | 17                                   | 19                                     | 19                          | 8,9                               | 468 421                             |
| Polonia                | 50                                   | 51                                     | 52                          | 37,8                              | 726 923                             |
| Portugal               | 22                                   | 22                                     | 21                          | 10,3                              | 490 476                             |
| Rumania                | 33                                   | 33                                     | 33                          | 19,2                              | 581 818                             |
| Suecia                 | 18                                   | 20                                     | 21                          | 10,4                              | 495 238                             |
| Eslovaquia             | 13                                   | 13                                     | 14                          | 5,5                               | 392.857                             |
| Eslovenia              | 7                                    | 8                                      | 8                           | 2,1                               | 262 500                             |
| España                 | 50                                   | 54                                     | 59                          | 47,4                              | 803 390                             |
| República Checa        | 22                                   | 22                                     | 21                          | 10,7                              | 509 524                             |
| Hungría                | 22                                   | 22                                     | 21                          | 9,7                               | 461 905                             |
| Reino Unido hasta 2020 | 72                                   | 73                                     | -                           | -                                 | -                                   |
| Chipre                 | 6                                    | 6                                      | 6                           | 0,9                               | 150 000                             |

1. ↑  Dado que las elecciones europeas de 2009 se celebraron de conformidad con el Tratado de Niza, Alemania conservó los tres escaños perdidos hasta las elecciones europeas de 2014. El Parlamento Europeo tuvo temporalmente 754 miembros hasta 2014.

## Escaños mínimos

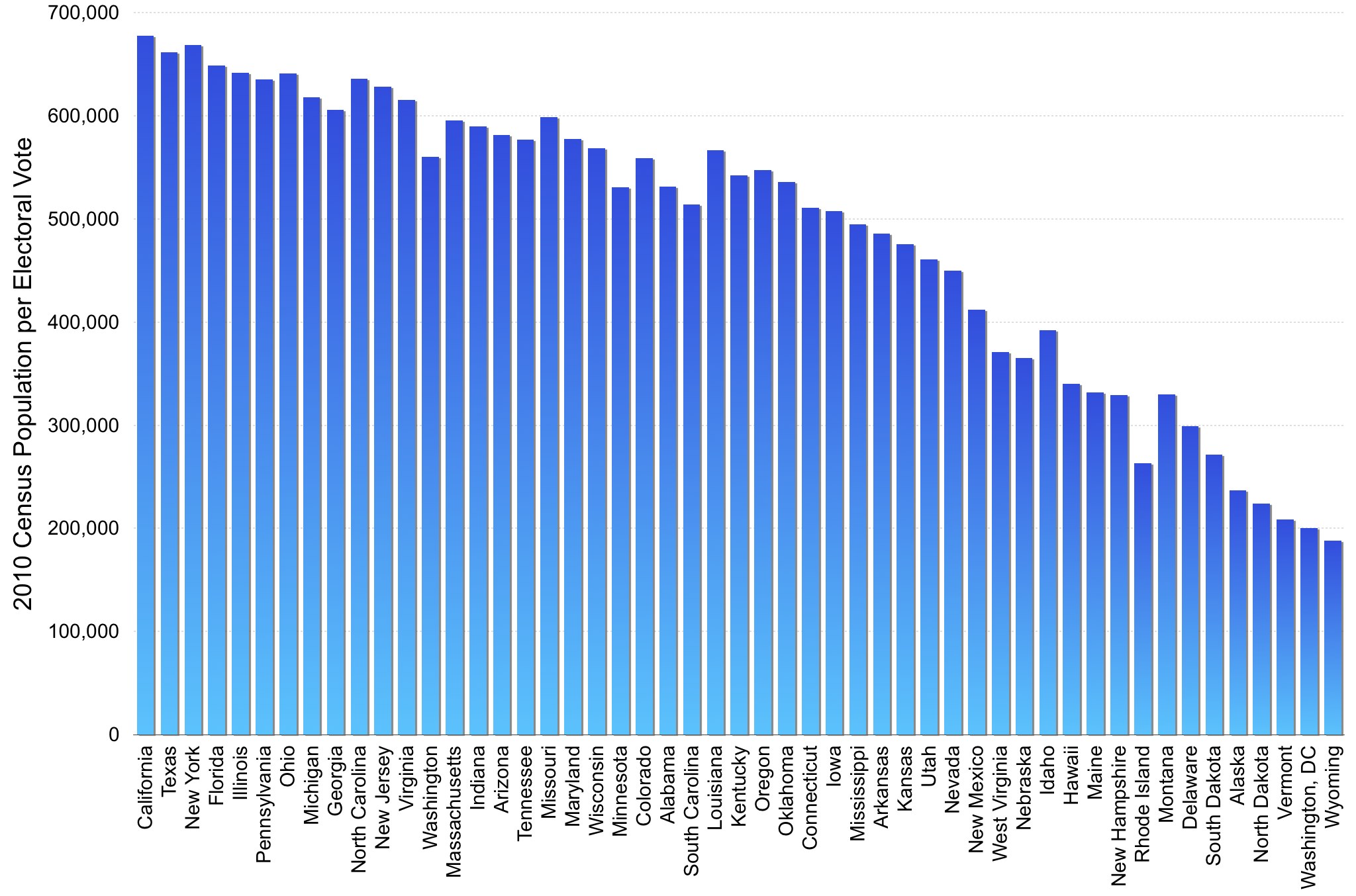
Población estatal por voto del colegio electoral de EE. UU. para los 50 estados y Washington D. C., según el censo de 2010. Los estados están ordenados de izquierda a derecha según la población total del estado.

Cualquier sistema que reserve un número mínimo de escaños para cada subdivisión es, hasta cierto punto, decrecientemente proporcional. Un ejemplo es la elección del Colegio Electoral presidencial de Estados Unidos. Como cada estado tiene un mínimo de tres electores en el Colegio, los votantes de los estados más pequeños tienen más voz y voto en las elecciones que los más grandes. De la misma manera, el Congreso de los Diputados de España añade dos escaños extra al número proporcional asignado a cada provincia, haciendo así que se parezca a la proporcionalidad degresiva

## Ventajas
- Puede existir una preocupación, real o no, de que las subdivisiones más grandes acopien todo el foco y dominen la legislatura, lo cual se ve reducido si las subdivisiones pequeñas reciben un poco más poder.
- Las subdivisiones más pequeñas, especialmente si están en la periferia del territorio, pueden tener intereses sustancialmente diferentes de los de las más grandes, que se ignorarían si la representación fuese proporcional.
- En clave política, las subdivisiones pequeñas suelen ser las más proindependencia (y más si están en la periferia), un sentimiento que puede verse agravado si sus preocupaciones no son atendidas. Por lo tanto, una representación un poco mayor puede servir para calmar las aguas.

## Desventajas
- Muchas de las situaciones mencionadas en el apartado anterior podrían ocurrir en subdivisiones que no sean circunscripciones (por ejemplo, Tabarnia no es una circunscripción). Esto puede haber sucedido como un accidente histórico o como resultado de manipulación de distritos electorales. Es injusto que no se les conceda el mismo tratamiento que a las áreas que se reconocen electoralmente como subdivisiones separadas.
- La proporcionalidad degresiva rompe la igualdad del voto (una persona, un voto).

## Métodos para asignar pesos
- Método de Penrose (raíz cuadrada de la población)